# Sunnhordland
- Nordhordland
- Midthordland
- Sunnhordland
- Hardanger
- Voss

Sunnhordland est un district traditionnel (landskap) situé au sud-ouest du comté de Vestland dans la région Vestlandet en Norvège.
Jusqu'au 1er janvier 2020, le Sunnhordland faisait partie du comté de Hordaland.

## Municipalités
| Numéro | Carte                       | Blason | Nom        | Centre    | Population | Superficie   | Norme   |
| ------ | --------------------------- | ------ | ---------- | --------- | ---------- | ------------ | ------- |
| 4611   | Etne dans le Vestland       |        | Etne       | Etnesjøen | 4 073      | 735,27 km2   | Nynorsk |
| 4612   | Sveio dans le Vestland      |        | Sveio      | Sveio     | 5 732      | 246,14 km2   | Nynorsk |
| 4613   | Bømlo dans le Vestland      |        | Bømlo      | Svortland | 12 132     | 246,57 km2   | Nynorsk |
| 4614   | Stord dans le Vestland      |        | Stord      | Leirvik   | 19 098     | 143,69 km2   | Nynorsk |
| 4615   | Fitjar dans le Vestland     |        | Fitjar     | Fitjar    | 3 181      | 142,44 km2   | Nynorsk |
| 4616   | Tysnes dans le Vestland     |        | Tysnes     | Uggdal    | 2 910      | 255,12 km2   | Nynorsk |
| 4617   | Kvinnherad dans le Vestland |        | Kvinnherad | Rosendal  | 13 058     | 1 090,72 km2 | Nynorsk |